# Leptops
Leptops är ett släkte av steklar. Leptops ingår i familjen brokparasitsteklar.
Kladogram enligt Catalogue of Life:
| Leptops | \| \| Leptops montanus \| \| \| \| \| \| Leptops occidentalis \| \| \| \| \| \| Leptops tsitsikamae \| \| \| \| |
|         | \| \| Leptops montanus \| \| \| \| \| \| Leptops occidentalis \| \| \| \| \| \| Leptops tsitsikamae \| \| \| \| |
|         | Leptops montanus                                                                                                |
|         | |
|         | Leptops occidentalis                                                                                            |
|         | |
|         | Leptops tsitsikamae                                                                                             |
|         | |